# Gruffy
Gruffy là một xã trong tỉnh Haute-Savoie thuộc vùng Rhône-Alpes đông nam Pháp.

## Geography
The Chéran forms the commune's south-western border.